# Juvenal
|  | Per a altres significats, vegeu «Sant Juvenal». |

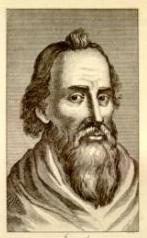

Juvenal (Decimus Iunius Iuvenalis) (Aquino, 55 – 60? – 127 o després) fou un poeta satíric. De les seves sàtires existeixen diverses versions. Era fill d'un llibert ric. En la seva joventut freqüentà les escoles dels gramàtics i les dels retòrics, i es va dedicar a la declamació i més tard a l'oratòria. Posteriorment va cultivar la poesia i va compondre diversos versos contra l'histrió Paris, favorit de Domicià, que van obtenir cert èxit i més tard van ser inclosos en les seves "Sàtires", escrites ja en temps de Trajà. Disgustat el govern amb aquests versos, Juvenal va ser enviat fora d'Itàlia amb el comandament d'una legió, probablement a Egipte o Calcedònia (Bitínia), en una espècie de desterrament encobert. Va morir l'any 127, sent dubtós si romania encara en el seu desterrament o ja havia tornat a Roma.
En una de les seves sàtires hi ha la famosa frase panem et circenses. També és coneguda la frase Mens sana in corpore sano.